# Главмосстрой
«Главмосстро́й» (РТС: GMST
) — российская строительная компания. Полное наименование — Акционерное общество "Холдинговая компания «Главмосстрой». Штаб-квартира — в Москве. Входит в Главстрой Группы Базовый Элемент.

## История
Главное управление по жилищному и гражданскому строительству в Москве (Главмосстрой) было создано в 1954 году на основании Постановления Совета Министров СССР и ЦК КПСС от 26 апреля 1954 года. На вновь созданную организацию возложили строительство в Москве жилых домов, школ и детских учреждений, культурно-бытовых и административных зданий, больниц, предприятий и сооружений коммунального назначения и общественного питания. В состав Главмоостроя включили 53 общестроительных и специализированных управлений и более 600 других производственных предприятий, ранее входивших в состав различных министерств и ведомств. Штат организации насчитывал на момент создания 114 тыс. рабочих, 15 тыс. инженерно-технических работников и 4 тыс. служащих.
Главмосстрой был акционирован в 1992 году, а в 2005 году был приобретен Компанией «Базовый Элемент» («Главмосстрой» входит в строительную группу Главстрой Базэла).
В числе объектов, построенных «Главмосстроем» — Кремлёвский дворец съездов, гостиница «Россия» и гостиничный комплекс «Измайлово», цирк на проспекте Вернадского, Детский музыкальный театр им. Н. Сац, Онкологический и Кардиологический центры, МХАТ им. Горького, здание бывшего СЭВ и др. В рамках комплексной застройки (жилье, школы, детские сады, отделения милиции и прочая инфраструктура) были возведены такие районы Москвы, как Марьинский парк, Митино, Жулебино, Южное и Северное Бутово.
Более чем за полвека работы «Главмосстрой» сдал в эксплуатацию более 150 млн квадратных метров жилья — это около двух третей жилищного фонда, которым располагала столица на 2011 год.
В 2004 «Главмосстрой» построил 719 300 м² жилья, из них 450 000 м² в Москве. В 2004 выручка компании составила 10,7 млрд руб.

### Кризис 2009 года
Компания столкнулась с негативными последствиями экономического кризиса 2008—2009 годов и связанным с ним падением продаж на рынке недвижимости. На май 2009 года задолженность «Главстроя», в который входит «Главмосстрой», составляла 47 млрд руб.; компания просрочила ряд выплат по кредитам перед банками. На конец 2008 года стоимость чистых активов компании «Главмосстрой» была отрицательной. С октября 2008 года по июнь 2009 года банки подали исков к «Главмосстрою» на общую сумму 3,35 млрд руб.
17 июня 2009 года Арбитражный суд Москвы принял иск от ОАО «Стром холдинг» о банкротстве компании «Главмосстрой». По данным газеты «Ведомости», ОАО «Стром холдинг» связано с «Базовым элементом» и Олегом Дерипаской и процедура банкротства начата с целью защиты от кредиторов.
Также летом 2009 года с иском о банкротстве компании в суд обращался Альфа-банк. Фактически от банкротства компанию спасла мэрия Москвы: подконтрольный ей Банк Москвы выдал «Главмосстрою» кредит в размере 2,1 млрд руб.
В течение 2010—2011 годов «Главмосстрой» совместно с «Главстроем» договорился со всеми банками кредиторами: часть долгов была погашена, часть реструктуризирована. С банком «Союз» расплатились землями в Москве. С банком ВТБ — за счет продаж квартир в проекте «Мичуринский». Была погашена задолженность перед банком «Уралсиб» и Номос-банком. Проведена реструктуризация проблемной задолженности перед Сбербанком.
В 2010 году «Главмосстрой» ввел в эксплуатацию 425 тыс. м² жилья и объектов социальной инфраструктуры. В 2011-м — 637,5 тыс. м² (+50 %). Оборот по итогам 2011 года составил 23 млрд руб.

### Кризис 2015 года
К маю 2015 года численность персонала Главмосстроя сократилась вдвое, примерно до 4000 сотрудников, при этом внимание прессы привлекла задержка по выплате зарплат в компании. По разъяснению её официального представителя Виталия Королёва, существуют неисполненные в течение двух месяцев обязательства перед управленческим персоналом и частью рабочих, всего долги имеются в отношении около 520 человек, что составляет 13 % общей численности сотрудников.

## Собственники и руководство
Контрольный пакет (более 75 % акций) ОАО "ХК «Главмосстрой» принадлежит Корпорации «Главстрой», входящей в состав «Базового элемента» Олега Дерипаски. В совет директоров входят Лукин Александр Михайлович, Молотков Юрий Семёнович, Тарасова Оксана Михайловна, Абрашин Николай Николаевич, Халтаева Оксана Геннадьевна (представитель специального права (золотая акция). Генеральный директор — Молотков Ю. С.

## Деятельность
Ключевые направления деятельности — строительство (оказывает строительные услуги государственным и корпоративным заказчикам по строительству жилья, школ, детсадов, больниц, административных зданий, гаражей), производство стройматериалов (для комплектации объектов жилищно-гражданского и транспортного назначений) и проектирование (жилья, общественных зданий, промышленных объектов).

### Структура холдинга
Индустриальное строительство
- ОАО «Управление жилищного строительства — 1» (Москва)

Монолитное строительство
- ОАО «Управление монолитного индивидуального строительства» (Москва)

Производство железобетонных изделий
- ОАО «Мосинжжелезобетон-ЖБИ-15» (Москва)
- ОАО «Моспромжелезобетон-ЖБИ-18» (Москва)
- ОАО «Завод ЖБИ-21»
- ОАО «Бескудниковский комбинат строительных материалов» (Москва)
- ОАО «Перовский комбинат строительных материалов» (Москва)
- ОАО «Московский завод железобетонных изделий и труб» (Москва)
- ООО «Главстрой-Адлер» (Сочи)

Производство изделий из газобетона
- ООО «Главстрой-Усть-Лабинск» (Краснодарский, край, г. Усть-Лабинск)

Производство отделочных материалов
- ОАО «Гипсобетон» (Московская обл., г. Видное)

Производство изделий деревообработки
- ОАО «Деревообрабатывающий комбинат № 3» (Москва)
- ООО «МПСМ-Вятка» (Кировская обл., г. Котельнич)

Производство опалубки и сэндвич-панелий
- ОАО «СОМИЗ» (Москва)

Проектирование
- ООО «Проектный институт № 2» (Москва)
- «Строительная техника»

### Показатели деятельности
В 2011 году «Главмосстрой» ввел в эксплуатацию 637,5 тыс. м² жилья и объектов социальной инфраструктуры (в 2010 г. — 425 тыс. м², в 2009 г. — 282 тыс. м²).